# Timoleague Friary

Chor und Mittelturm der Klosterkirche von Südosten

Hauptschiff zum Triumphbogen, dahinter das Chorgiebelfenster, rechts Arkade zum Südseitenschiff

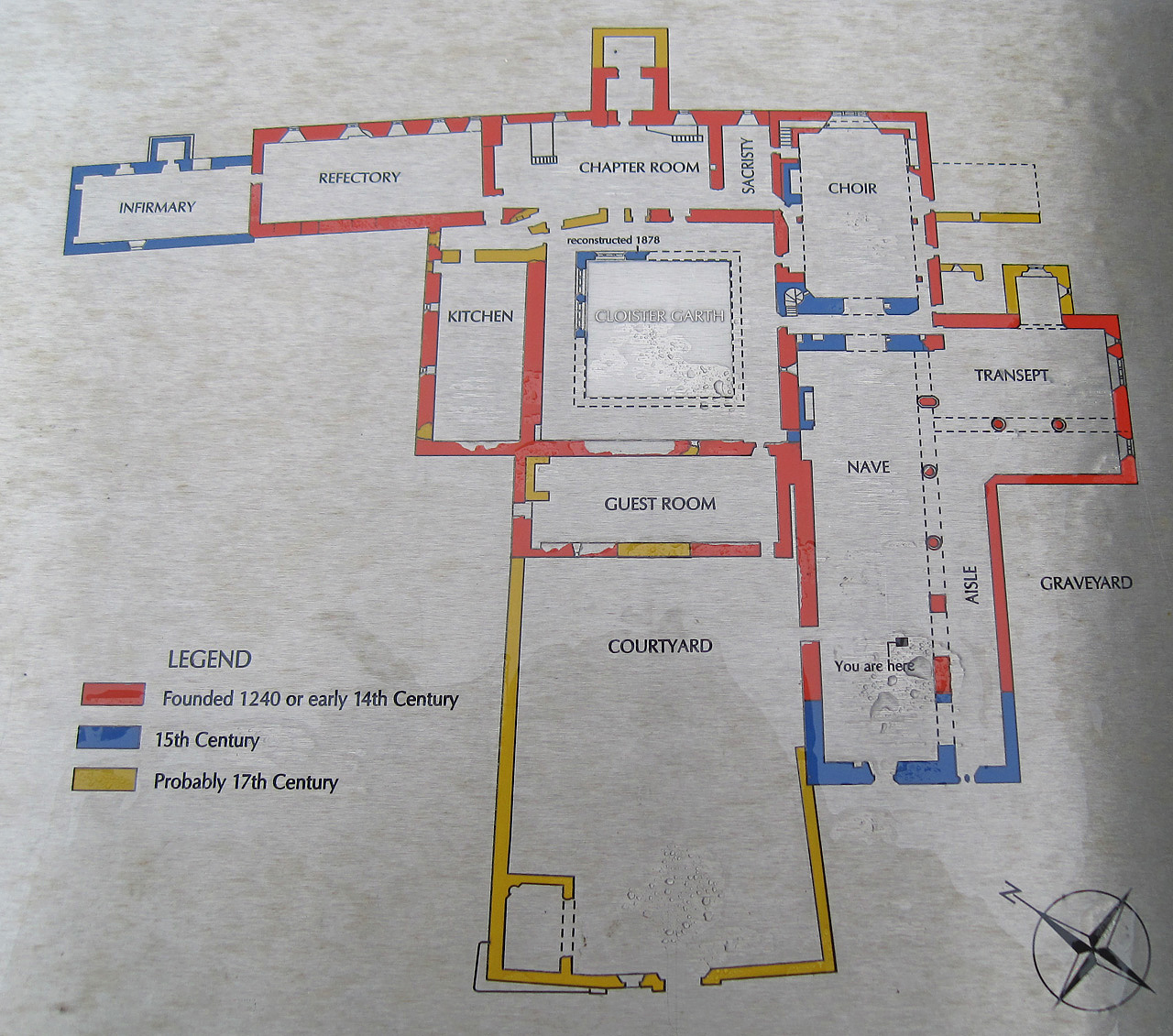
Grundplan – Chor rechts, oben

Die Timoleague Friary (irisch Mainistir Thigh Molaige) ist ein ehemaliges Franziskanerkloster im County Cork in Irland.

## Lage
Das Kloster liegt in Timoleague am Ufer des Argideen mit Blick auf die Bucht von Courtmacsherry. An diesem Platz stand vor der Errichtung des Klosters eine Kirche, die dem Hl. Molaga geweiht war, der um 650 n. Chr. in der Gegend gelebt haben soll.

## Geschichte
Es wird diskutiert, ob die Gründung des Klosters ins 13. Jahrhundert zurückreicht und auf den einheimischen Clan MacCarthy Reagh und dessen Oberhaupt Domhnall Got Mac Cárthaigh zurückgeht, oder ob sie der anglo-normannischen Familie de Barry und damit William de Barry und seiner Frau Margery de Courcy zugeschrieben werden kann und damit ins frühe 14. Jahrhundert fällt.
Die zunächst eher schlichte Klosterkirche wurde um 1500 vom Bischof von Ross, Edmund de Courcy, der ein Mitglied des Franziskanerordens war, erweitert und mit dem heute noch zu sehenden Turm versehen. Edmund de Courcy wurde 1518 auf dem alten Friedhof vor dem Kloster bestattet. Das Kloster bestand noch bis 1642, als es von englischen Truppen unter Lord Forbes niedergebrannt wurde.
Die Klosteranlagen sind fast vollständig in Ruinen erhalten. Die malerischen Ruinen sind der Stoff mehrerer bekannter elegischer Dichtungen aus dem 19. Jahrhundert.

## Architektur
Der Mittelturm der gotischen Klosterkirche ist kein echter Vierungsturm, sondern erhebt sich über dem Triumphbogen zwischen Langhaus und Chor. Das Südquerhaus ist westlich des Turms durch einen Bogen angeschlossen, ohne ausgebildete Vierung. Ein Nordquerhaus gibt es nicht.
Die Ruinen lassen außerdem erkennen, dass das Langhaus eine zweischiffige und dadurch asymmetrische Version einer gewölbelosen Pseudobasilika war. Das Pultdach des Südseitenschiffs fiel von der Arkade zur Seitenwand hin ab. Wie am Westgiebel zu sehen, war es die geradlinige Fortsetzung der Südseite des Hauptschiffsdaches. Das Seitenschiff setzte sich mit einem 90°-Knick an der Westseite des Südquerhauses fort, an dieses ebenfalls durch eine Arkade angeschlossen. Ungewölbte Seitenschiffe unter angelehnten Pultdächern sind in der Kirchenarchitektur der britischen Inseln eine gängige Bauform. Pseudobasiliken mit derartigen Seitenschiffen sind in England seit dem Mittelalter weit verbreitet. In Irland sind die neugotischen Nachbauten zahlreicher als die zumeist nur als Ruine erhaltenen mittelalterlichen Bauten dieser Art.